# Jack JK
Jack Houat Harb (Macapá, 6 de agosto de 1975) é um político brasileiro filiado ao Cidadania.
Em 2018, em sua primeira eleição, ficou com a primeira suplência de deputado estadual, mas teve seus votos anulados pois o partido teve as contas reprovadas em 2015. O próprio candidato entrou com um recurso junto ao STF e o Ministro Dias Toffoli validou os votos do partido. Jack foi diplomado em 02 de janeiro de 2020 para a 8ª legislatura (2019-2023) da Assembleia Legislativa do Amapá, enquanto Jaci Amanajás (MDB) perdia o mandato. As disputas judiciais se estenderam até o mês seguinte, mas Jack JK garantiu o cargo.